# Pieranica
Pieranica är en ort och kommun i provinsen Cremona i regionen Lombardiet i Italien. Kommunen hade 1 133 invånare (2018).